# Gan ying bian

Cartea Recompenselor, sau Gan ying Bian, text clasic chinez, este cea mai populară și larg citită lucrare religioasă din China.

## Paternitatea manuscrisului
Autorul Cărții recompenselor [感應辨] a rămas până azi necunoscut. Este una din cărțile daoiste care își preia sursele ideologice din Cartea păcii supreme, din Cartea Prefacerilor  și din Cartea maestrului Pinului Roșu din timpul dinastiilor Wei și Jin. A fost probabil compusă în perioada dinastiei nordice Song și transmisă pe plăcuțe de piatră în timpul dinastiei sudice Song, când împăratul Li Zhong se afla încă la putere. Perioada dinastiei Song este o epocă de tulburări și nesiguranță, în care China este amenințată de barbarii care, în cele din urmă, au învins oștile chineze și au ocupat tot nordul Chinei, rupând de acum înainte țara în două. „Aceste evenimente au suscitat o mișcare de reacție cu tendință moralizatoare și naționalistă care a stat la baza unei reînnoiri a confucianismului, dar care sa folosit și de daoism, depozitarul valorilor tradiționale și refugiu împotriva neliniștii crescânde”. În ciuda abuzurilor și șarlatanismului unora dintre reprezentanții săi, în această epocă daoismul a continuat să joace un rol important în păstrarea valorilor morale tradiționale și răspândirea lui a fost intensificată, în această perioadă de tulburări și mizerie populară, de acțiunea umanitară cei era proprie.

## Semnificația textului
Cartea recompenselor, ca acțiune moralizatoare de prim rang, s-a bucurat încă de la publicarea ei de un succes uriaș, fiind copiată și transmisă neîncetat atât pe căi oficiale cât și în particular de toți cei care își propuneau să-i urmeze preceptele. Scrisă în 1 200 de caractere, această carte se bazează pe ideea simplă că dacă speri să ai o viață lungă și fericită trebuie să faci fapte bune. În acest sens, cartea indică peste 20 de fapte bune și 100 de fapte rele ca standarde de a judeca binele și răul; la sfârșit, insistă pe suprimarea faptelor rele și concentrarea pe cele bune, pentru că de ele depind răsplățile și pedepsele.  Numeroasele mărturii prezentate la sfârșitul cărții fac dovada puternicei diseminări a acestei scrieri în toate epocile și în toate mediile sociale ale Chinei.

## Traduceri în limba română
- ***, Gan ying bian. Cartea recompenselor, în Calea neștiutului Dao. Texte clasice daoiste, Traducere și îngrijire ediție: Mircea Iacobini, Editura Herald, Colecția Daoism, 2005, pp. 213–251, ISBN 973-7970-33-0